# 烈王 (周)
烈王（れつおう）は、周朝の第34代王。安王の子。
父王の後を継いだ。しかし、子がなく弟の姫扁（顕王）がその後を継いだ。